# Алжир на зимних Олимпийских играх 2006
Для сборной Алжира зимние Олимпийские игры в Турине стали вторыми в истории выступления спортсменов из этой страны на зимних Олимпиадах. До этого Алжир лишь однажды принял участие в "белой" Олимпиаде. В Италии страну представляли один мужчина и одна женщина, выступавшие, соответственно, в лыжных гонках и горнолыжном спорте.

## Горнолыжный спорт
Спортсменов - 1
Женщины
| Спортсмен            | Дисциплина       | Время   | Место |
| -------------------- | ---------------- | ------- | ----- |
| Кристель Лаура Дуиби | скоростной спуск | 2:09.68 | 40    |
| Кристель Лаура Дуиби | супергигант      | 1:43.54 | 51    |

## Лыжные гонки
Спортсменов - 1
Мужчины
| Спортсмен              | Дисциплина              | Время          | Место          |
| ---------------------- | ----------------------- | -------------- | -------------- |
| Нуреддин Морис Бентуми | 50 км (свободный стиль) | Не финишировал | Не финишировал |